# Vaterpolo na OI 1932.
Na OI 1932. u Los Angelesu u SAD-u, konačna ljestvica u vaterpolskom natjecanju je bila sljedeća:
| Odličje | Reprezentacija | Sastav |
| zlato   | Mađarska       | György Bródy, Sándor Ivády, Márton Homonnay, Olivér Halassy, Jozsef Vértesy, János James Nemeth, Istvan Barta, Alajos Keserü II, Miklós Sárkány, Ferenc Keserü I |
| srebro  | Njemačka       | Erich Rademacher, Fritz Gunst, Otto Cordes, Emil Benecke, Heiko Schwartz, Joachim “Aki” Rademacher, Hans Schulze, Johann Eckstein                                |
| bronca  | SAD            | Herbert Henry Wildman, Wallace O’Connor, F. Calvert Strong, Pgilip Daubenspeck, Harold McAllister, Charles Finn, Austin Clapp                                    |